# Galium pseudoaristatum
Galium pseudoaristatum är en måreväxtart som beskrevs av Philipp Johann Ferdinand Schur. Galium pseudoaristatum ingår i släktet måror, och familjen måreväxter. Inga underarter finns listade i Catalogue of Life.